# Quang Trung, Bỉm Sơn
Quang Trung là một xã thuộc thị xã Bỉm Sơn, tỉnh Thanh Hóa, Việt Nam.
Xã có diện tích 6,68 km², dân số năm 1999 là 5.096 người, mật độ dân số đạt 763 người/km².